# Жак Руссо
Жак Руссо (фр. Jacques Rousseau; нар. 10 березня 1951 — пом. 14 лютого 2024) — французький легкоатлет, який спеціалізувався в стрибках у довжину.

## Із життєпису
Дворазовий фіналіст олімпійських змагань зі стрибків у довжину — 4-е місце у 1976 та 10-е місце у 1972.
Чемпіон Європи зі стрибків у довжину (1978). Ще двічі брав участь у фінальних змаганнях зі стрибків у довжину на чемпіонатах Європи — 10-е місце у 1974 та 11-е місце у 1971.
Дворазовий чемпіон Європи в приміщенні зі стрибків у довжину (1975, 1976).
Переможець змагань зі стрибків у довжину на Кубку Європи (1977).
Срібний призер зі стрибків у довжину на чемпіонаті Європи серед юніорів (1970).
Чемпіон Франції зі стрибків у довжину (1975—1977). Чемпіон Франції в приміщенні зі стрибків у довжину (1973, 1975, 1976).
Пішов з життя, маючи 72 роки.